# GPF 155mmカノン砲

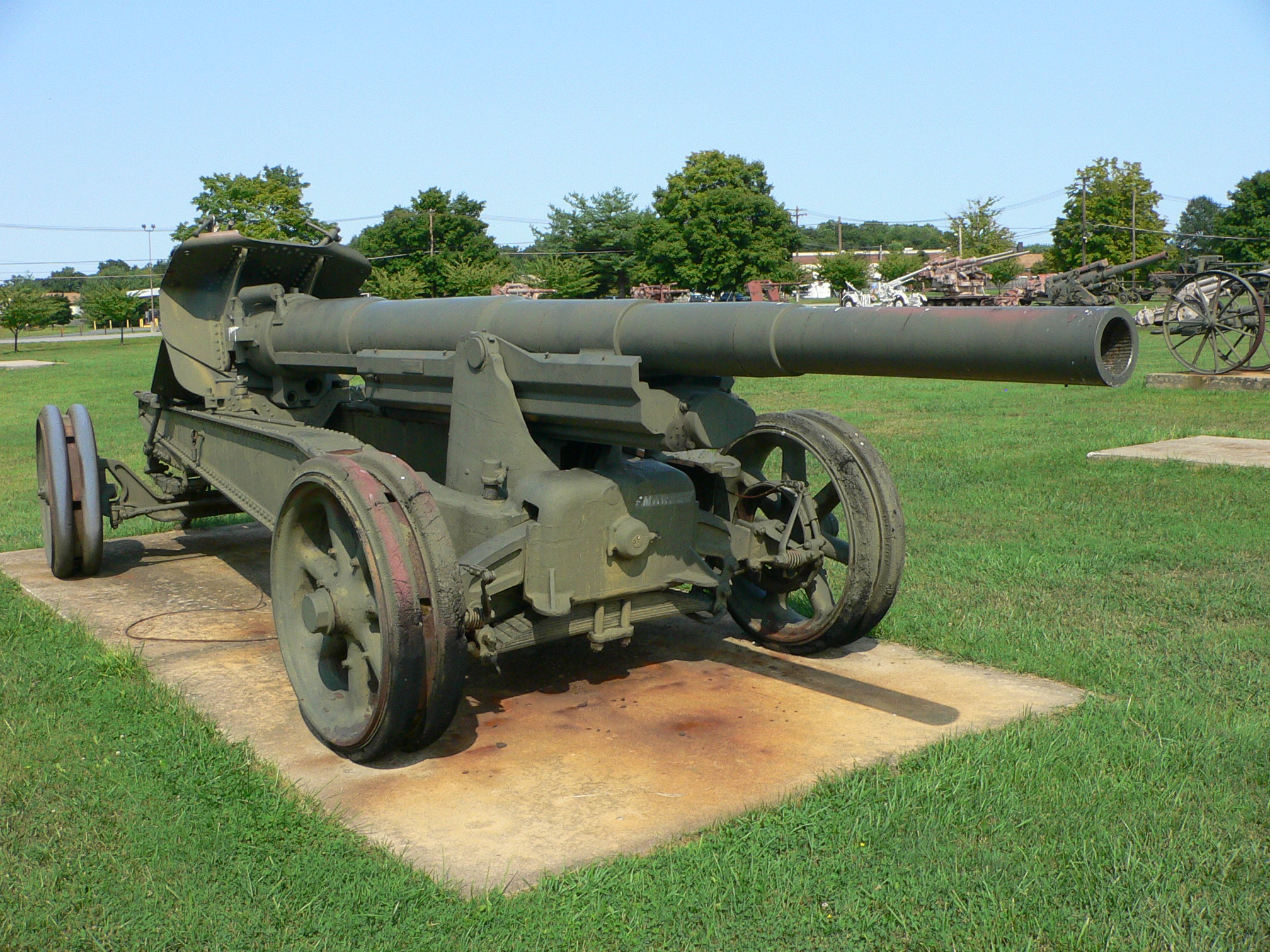
GPF 155mmカノン砲（アバディーン戦車博物館）

GPF 155mmカノン砲（フランス語：Canon de 155 mm Grande Puissance Filloux (GPF) mle 1917）とは、フランスが設計開発した口径155mmのカノン砲である。第一次世界大戦から第二次世界大戦にかけて用いられた。

## 概要

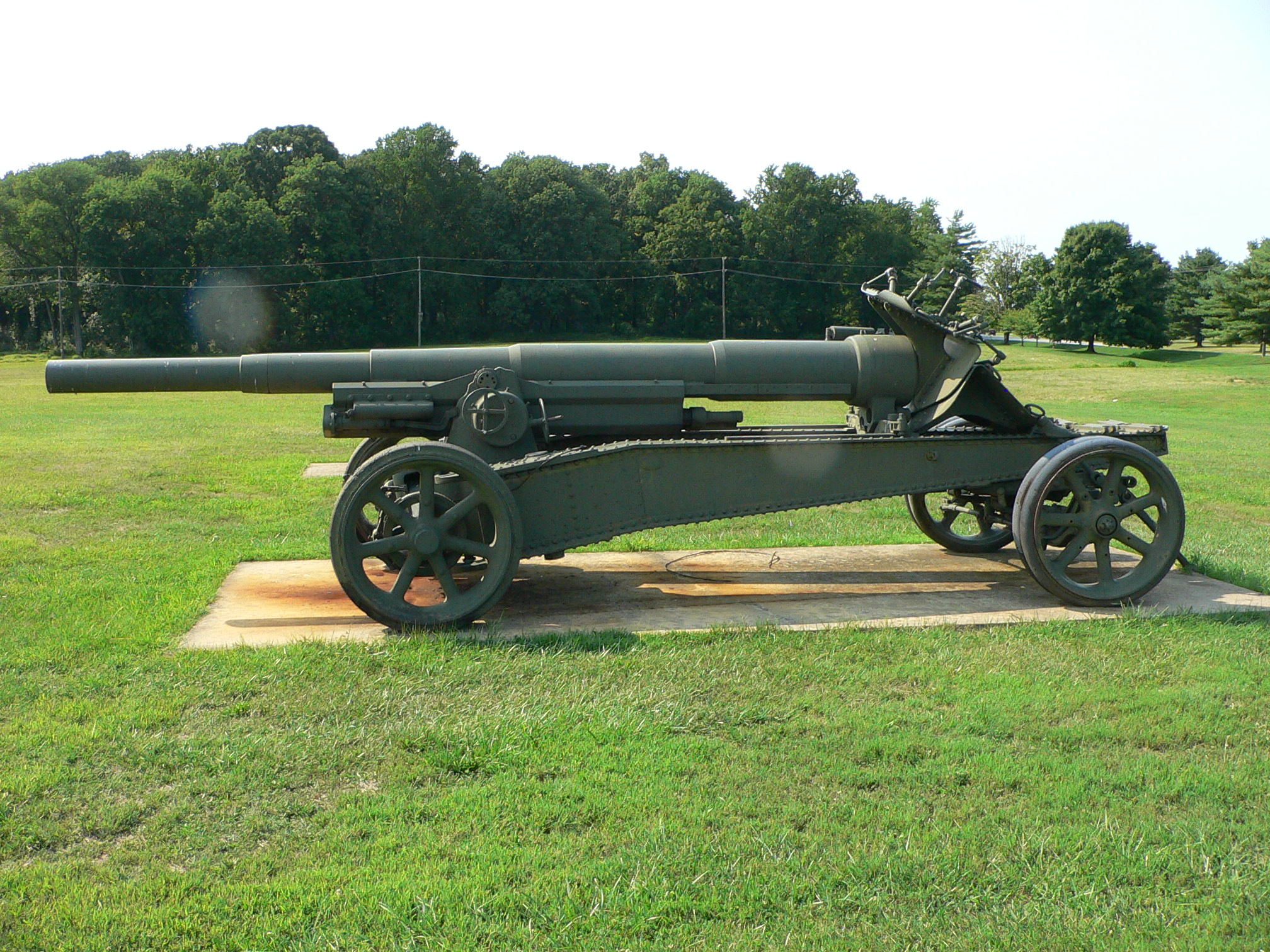
横から見たGPF 155mmカノン砲

第一次世界大戦において、フランス軍はドイツ軍の構築した塹壕を遠距離からの砲撃で破壊するためにこの砲を設計した。
開脚式砲架を備えているのも特徴で、水平射角が従来の火砲よりもかなり広がっている。牽引時には砲身を後座状態で固定し、左右旋回時に邪魔にならないように配慮されている。アメリカ軍も第一次世界大戦参戦時にM1917 155mmカノン砲としてこの砲を制式採用し、陸軍と海兵隊に配備された。

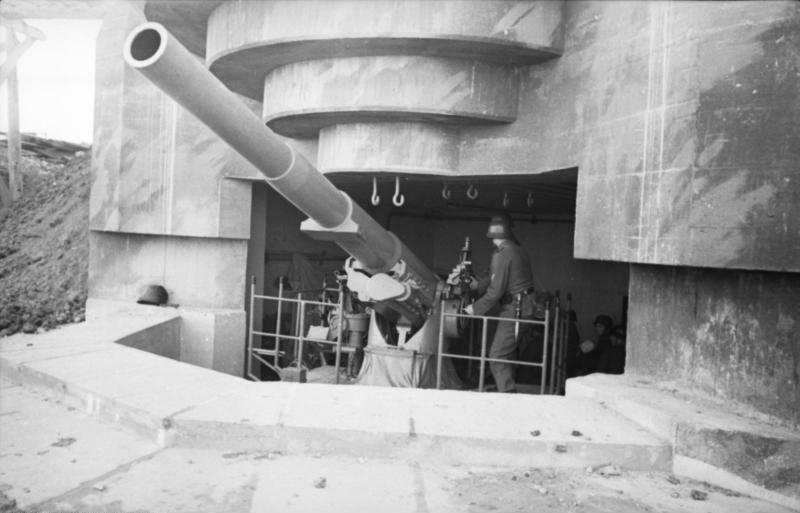
沿岸砲として利用された15.5 cm K 418(f)（大西洋の壁）

第二次世界大戦においてもナチス・ドイツ軍を迎え撃つのに使用された（ナチス・ドイツのフランス侵攻）。フランス敗北後、残存砲はドイツ軍に接収されて15.5 cm K 418(f) の制式名称を与えられ、重砲大隊に配備するとともに大西洋の壁に配備されて連合軍の上陸部隊を迎え撃った。
1942年にはアメリカ軍フィリピン駐留部隊の第301野戦砲兵連隊と第86野戦砲兵連隊の2個連隊に配備されていたM1917カノン砲が日本軍と交戦している。後には国産のM2「ロング・トム」155mmカノン砲に更新されて1942年に退役したが、残された砲身はM3リー/グラント中戦車の車体に搭載されてM12 155mm自走加農砲として運用されている。

## スペック

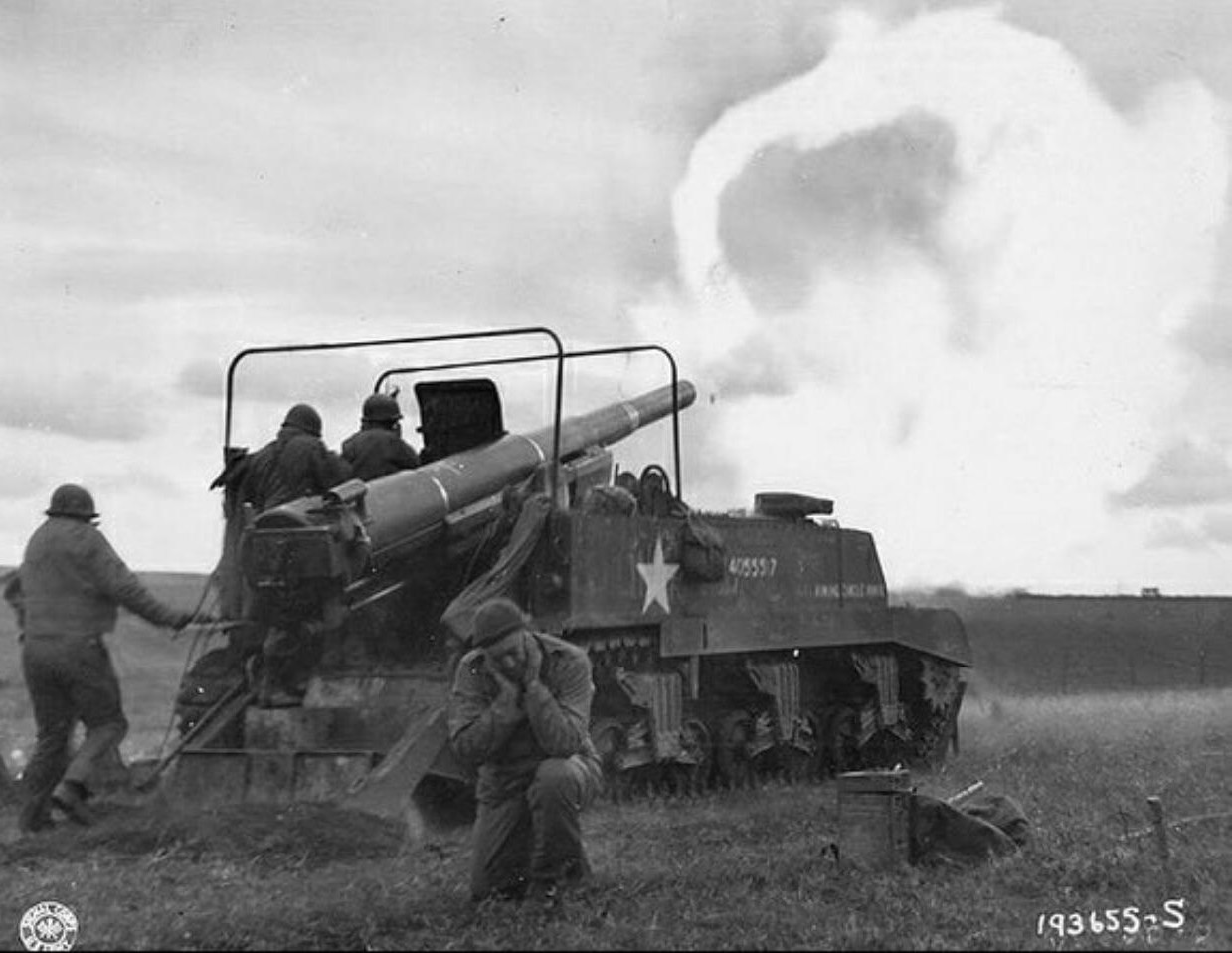
M12自走砲

- 口径：155mm
- 全長：m（牽引時）
- 全幅：m
- 重量：13,000kg（射撃時）
- 砲身長：5,915mm（38.2口径）
- 仰俯角：0°~+35°
- 左右旋回角：60°
- 運用要員：名
- 発射速度：2発/分（最大）
- 射程：19,500m
- 生産期間：年~年
- 生産総数：門

## 登場作品

### ゲーム
『R.U.S.E.』
フランスの榴弾砲として登場。